# Approssimante labiopalatale sonora
L'approssimante labiopalatale sonora, è una consonante rappresentata con il simbolo [ɥ] nell'alfabeto fonetico internazionale(IPA).
Nella lingua italiana tale fono non è presente in quanto questa è l'approssimante della vocale [y], non presente in italiano. 
Si può trovare in lingua francese ed è presente nei dittonghi che iniziano per la lettera U. Un esempio lo troviamo nella parola "nuire" [nɥiʁ], ovvero "ferire".

## Caratteristiche
La consonante approssimante labiopalatale sonora presenta le seguenti caratteristiche: 
- il suo modo di articolazione è approssimante, perché questo fono si trova al confine tra un'articolazione consonantica e una vocalica;
- il suo luogo di articolazione è palatale ed è inoltre endolabializzato, cosa che si ottiene sollevando il corpo della lingua verso il palato avvicinandosi alle labbra;
- è una consonante sonora, in quanto questo suono è prodotto con la vibrazione delle corde vocali.

## Nelle lingue

### Iaai
In lingua iaai, è rappresentata con la grafia <v> come nella parola "vëk" [ɥæk], "quattro". Va però in contrasto con l'approssimante labiopalatale sorda [ɥ̊].

### Abcaso
In lingua abcasa, è rappresentata con la grafia <ҩ> come nella parola "ауаҩы" [awaˈɥə], "umano".

### Sorabo superiore
In lingua soraba superiore, è rappresentata con la grafia <w> come nella parola "wěm" [ɥɪm], "Io so". Leggera controparte di [w].